# Джуричич, Саша
Саша Джуричич (хорв. Saša Đuričić; род. 1 августа 1979, Сараево) — хорватский футболист, защитник.

## Биография
Начал карьеру в сербском «Хайдуке» из города Кула. Первую половину сезона 2000/01 провёл в словенской «Любляне» из второй лиги. После этого вернулся в Хорватию, где присоединился к клубу «Ускок Клис». С 2002 по 2005 год защищал цвета боснийского коллектива «Широки-Бриег». В составе команды становился бронзовым призёром чемпионата Боснии и Герцеговины и впервые дебютировал в еврокубках.
Летом 2005 года прибыл на просмотр в украинскую «Волынь», куда его пригласил главный тренер Виталий Кварцяный. Будучи на смотринах в луцкой команде его заметили селекционеры полтавской «Ворсклы» с которой хорват и подписал контракт в августе 2005 года. В чемпионате Украины дебютировал 21 августа 2005 года в домашнем матче против киевского «Динамо» (0:4). Всего за «Ворсклу» в чемпионате Украины провёл 60 матчей и забил 3 гола и также сыграл 9 матчей и забил 1 гол в Кубке Украины.
В январе 2009 года перешёл в симферопольскую «Таврию», подписав двухлетний контракт. 31 октября 2011 года стало известно, что контракт с «Таврией» расторгнут.
Завершил карьеру футболиста в стане команды «Ускок Клис».

## Достижения
- Обладатель Кубка Украины (2): 2008/09, 2009/10
- Бронзовый призёр чемпионата Боснии и Герцеговины: 2004/05

## Личная жизнь
Супруга — Майя. Воспитывает двух дочерей. Владеет сербским языком.